# Satkhira (Distrikt)
Satkhira (bengalisch সাতক্ষীরা জেলা IAST Sātakṣīrā jelā) ist ein Verwaltungsdistrikt im südwestlichen Bangladesch, der innerhalb der Division Khulna, der übergeordneten Verwaltungseinheit liegt. Die im nördlichen Teil des Distrikts liegende Hauptstadt heißt ebenfalls Satkhira. Der Distrikt hat 1.155.824 Einwohner (Volkszählung 2011).
Der 3858,33 km² große Distrikt hat im Norden Jashore zum Nachbardistrikt, im Osten liegt der Distrikt Khulna, im Süden der Golf von Bengalen und an der westlichen Seite liegt der indische Bundesstaat Westbengalen.
Die wichtigsten Flüsse des größtenteils von den Sundarbans vereinnahmten Distrikts sind der Kobadak, Sonai, Kholpatua, Morischap, Raimangal, Hariabhanga, Ichamati, Betrabati und Kalindi-Jamuna.
Satkhira wurde 1861 administrativ zunächst Jessore unterstellt, bevor es 1882 Khulna untergeordnet wurde. Seit 1984 ist es ein selbstständiger Verwaltungsdistrikt, der wiederum unterteilt ist in die sieben Upazilas Satkhira Sadar, Assasuni, Debhata, Kalaroa, Kaliganj, Shyamnagar und Tala. Innerhalb dieser Verwaltungsunterteilung gibt es zwei selbstverwaltende Städte (municipalities), 79 Union Parishads (Dorfräte) und 1436 Dörfer

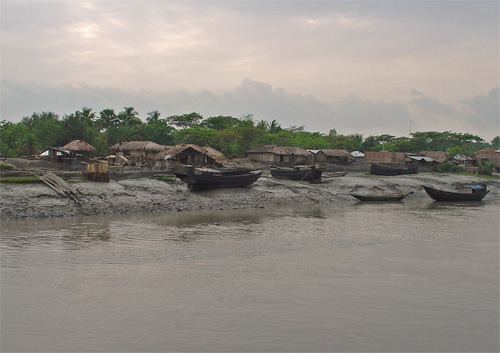
Fischerdorf in den Sundarbans im Distrikt Satkhira
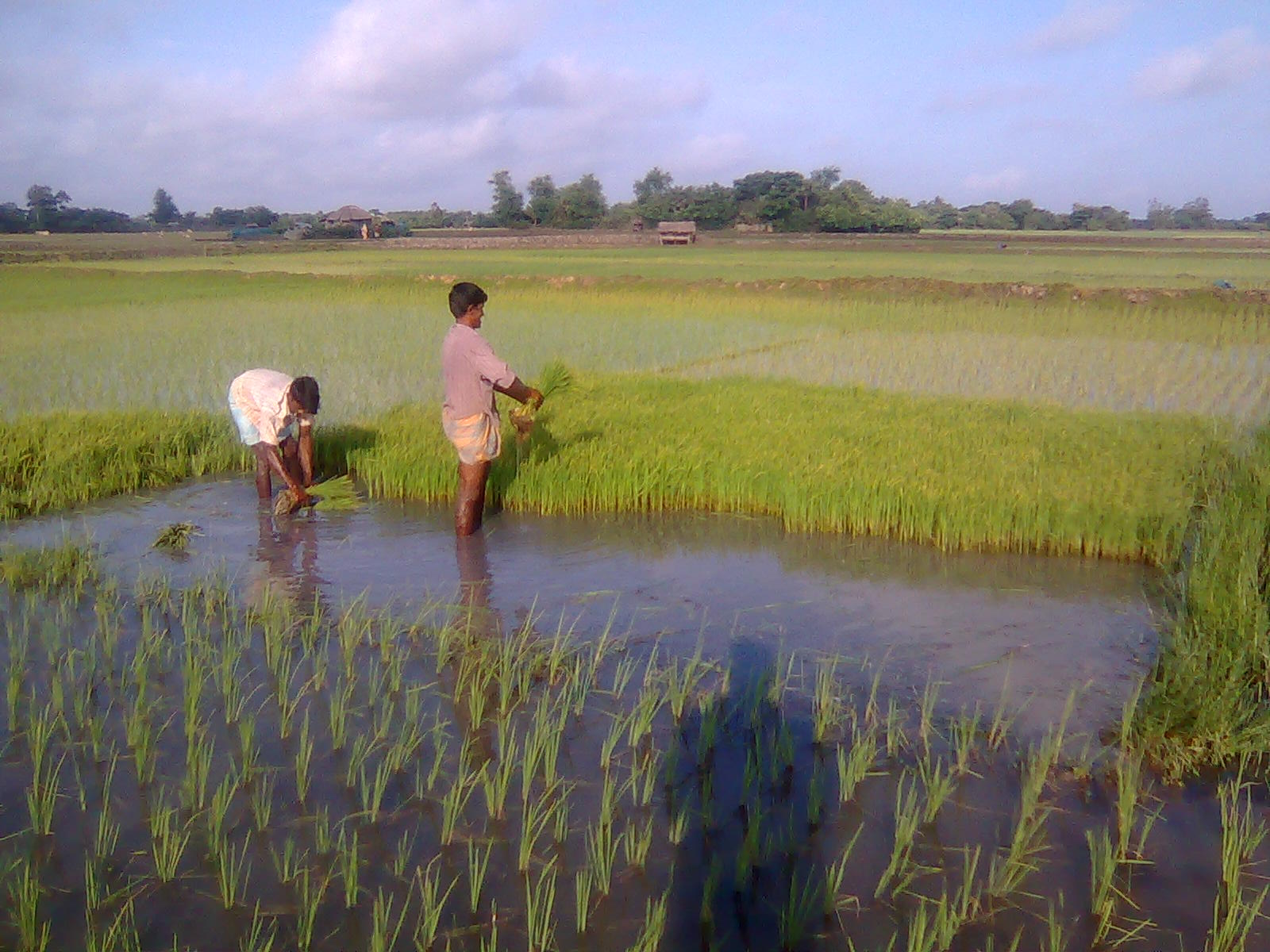
Reispflanzung nahe dem Dorf Bhagbah